# Dīmītrīs Stamatīs
Dīmītrīs Stamatīs (in greco Δημήτρης Σταμάτης?; Amarousio, 12 gennaio 1996) è un cestista greco.

## Carriera
Comincia a giocare a basket nelle giovanili dell'AGOG Evriali. Nel 2012 partecipa al Jordan Brand Classic international game.
Firma il suo primo contratto professionistico con il Panionios, dove trascorre due stagioni. nell'estate 2016 si trasferisce al Nea Kifisia, mentre nel 2017 firma per la sua terza squadra di A1 Ethniki, legandosi con contratto annuale al neopromosso Kymis. Nel 2025 approda in Italia alla Pallacanestro Viola di Reggio Calabria, durante la fase Play In Gold del campionato Serie B Interregionale